# Mulas (Patillas)
Mulas es un barrio ubicado en el municipio de Patillas en el estado libre asociado de Puerto Rico. En el Censo de 2010 tenía una población de 439 habitantes y una densidad poblacional de 31,83 personas por km².

## Geografía
Mulas se encuentra ubicado en las coordenadas 18°3′49″N 66°1′38″O / 18.06361, -66.02722. Según la Oficina del Censo de los Estados Unidos, Mulas tiene una superficie total de 13.79 km², de la cual 13.79 km² corresponden a tierra firme y (0%) 0 km² es agua.

## Demografía
Según el censo de 2010, había 439 personas residiendo en Mulas. La densidad de población era de 31,83 hab./km². De los 439 habitantes, Mulas estaba compuesto por el 66.74% blancos, el 17.08% eran afroamericanos, el 0.23% eran amerindios, el 14.81% eran de otras razas y el 1.14% pertenecían a dos o más razas. Del total de la población el 99.32% eran hispanos o latinos de cualquier raza.